# Убийство Марии Гликиной
Убийство Марии Гликиной произошло в Нижнем Новгороде 8 ноября 2014 года. Гликина пропала без вести поздно вечером после того, как отправилась домой после посещения кафе, где она провела вечер со своими бывшими одноклассниками. Путь девушки пролегал по центру города, однако до дома она не дошла. Поиски Марии длились два дня, в течение которых её искали несколько десятков волонтёров из различных общественных объединений, занимающихся поиском пропавших без вести людей. Тело Марии Гликиной было обнаружено 10 ноября 2014 года в подвале дома № 42 на улице Студёной. Перед смертью девушка была связана и изнасилована. Данное дело получило широкий общественный резонанс и активно обсуждалось в СМИ, так как в ходе расследования в результате огласки стало известно, что здание, где, по версии следствия, произошло убийство, было заброшенным и использовалось бездомными и другими представителями маргинального слоя общества как притон для употребления наркотических средств и алкогольных напитков, несмотря на то, что в непосредственной близости от него находились здания прокуратуры и главного управления МВД. Впоследствии администрация города и полицейские чиновники были обвинены в бездействии, так как было установлено, что в районе города, который считался благополучным и где произошло убийство, в действительности существовала криминогенная ситуация из-за недостатка камер видеонаблюдения и освещения на улицах. После убийства Гликиной в Нижнем Новгороде произошли ряд мер по повышению уровня безопасности на улицах города и снижению преступности, а также полная смена руководства нижегородского СК, тем не менее в последующие годы убийца Гликиной так и не был установлен.

## Обстоятельства убийства
На момент гибели 19-летняя Мария Владимировна Гликина являлась студенткой факультета архитектуры Нижегородского государственного архитектурно-строительного университета, работала в дизайнерской области и занималась активной общественной деятельностью. Гликина отличалась самостоятельностью, проживала отдельно от родителей в Москве и увлекалась туризмом, часто путешествуя по разным странам мира. Отец Марии Владимир Гликин — бывший милиционер, по некоторым данным, участвовал в расследовании преступлений серийного убийцы Андрея Чикатило и его поимке.
8 ноября 2014 года Мария находилась в одном из кафе Нижнего Новгорода, где провела вечер в компании бывших одноклассников. Приблизительно в 22:30 она покинула заведение и пошла домой пешком. По пути домой Мария решила встретиться со своей подругой по имени Ирина. Путь Гликиной пролегал с площади Минина и Пожарского на улицу Тимирязева. Вскоре она позвонила подруге и сообщила ей о том, что придёт к месту встречи в течение 10 минут, в этот момент девушка находилась недалеко от площади Горького. Через несколько минут, в 23:17, Мария ответила на звонок подруги Ирины и странным тоном без объяснения причин сообщила ей о том, что не сможет прийти, после чего бросила трубку. В течение нескольких минут подруга Гликиной пыталась снова с ней связаться, но к тому времени телефон Марии был уже выключен. На следующее утро родители девушки забили тревогу. Так как в Нижнем Новгороде Гликина имела множество друзей и знакомых, а также пользовалась определённой известностью, на просьбу её родителей в оказании помощи по её поиску откликнулись несколько сотен человек. 10 ноября в 14:00 при участии друзей Гликиной и нескольких сотен волонтёров начались поиски девушки в районе парка Пушкина, улицы Белинского и Новой, где, по версии её близких, Мария в последний раз выходила на связь.
Участники поисковой операции собрались на площади Горького и направились по предполагаемому маршруту пропавшей девушки, по прилегающим к площади улицам, расклеив несколько сотен листовок с приметами Гликиной. Благодаря биллингу сотовой связи родственники и друзья Марии Гликиной определили, в каком месте она в последний раз выходила на связь, после чего начали прочёсывать указанную местность, вооружившись слесарными инструментами и фонариками для обследований подвалов и заброшенных строений. Частично обнажённое тело пропавшей девушки со следами пут и побоев было обнаружено в подвале заброшенного дома № 42 по улице Студёной в Нижнем Новгороде членами поисково-спасательного отряда «Волонтёр НН».
Так как друзья Марии после её исчезновения развернули масштабную деятельность по её поиску в социальных сетях и других различных средствах массовой информации, после обнаружения её тела появилось множество недостоверной информации из разных источников. Так ряд из участников поисков заявили, что преступник после похищения девушки связал её с помощью верёвки, сделанной из кусков ткани белого цвета, в то время как другие участники это опровергли, благодаря чему вскоре появилась версия, согласно которой Мария Гликина стала жертвой ДТП, после чего её мертвое тело было подброшено в подвал дома, где оно было обнаружено, однако эта версия вскоре была опровергнута сотрудниками правоохранительных органов Следственного управления Следственного комитета Российской Федерации по Нижегородской области.
В ходе судебно-медицинской экспертизы было установлено, что причиной смерти Марии было удушение. Также было установлено, что погибшая перед смертью подверглась изнасилованию, на её теле была обнаружена семенная жидкость преступника. На основании результатов экспертизы было возбуждено уголовное дело по статье 105 УК РФ — «Убийство».

## Расследование
Через два дня после обнаружения трупа Марии Гликиной основным подозреваемым в совершении её убийства стал житель Нижнего Новгорода — 17-летний Руслан Г., который проживал по соседству с домом, где было обнаружено её тело. Ориентировка на молодого человека поступила родственникам погибшей девушки из правоохранительных органов, которые массово распространили её в социальных сетях, после чего парень был объявлен в розыск. Вскоре он был обнаружен и подвергнут допросу. В ходе допроса Руслан Г. отказался признать свою причастность к гибели Гликиной. Из-за отсутствия изобличающих улик он вскоре был отпущен на свободу и исключён из списка подозреваемых. Так как руки Марии Гликиной были связаны строительным скотчем, в последующие месяцы следствием рассматривалась версия виновности группы гастарбайтеров, которые работали в тот день неподалёку от места убийства
24 июня 2015 года следствие опубликовало два видео, сделанных камерами видеонаблюдения вечером 8 ноября 2014 года. На одну из видеозаписей попала Мария Гликина, с которой пересёкся мужчина среднего возраста. После встречи с Марией мужчина резко развернулся и пошёл за ней. При повороте на улицу Студёную подозреваемый перешёл на бег, а на следующем перекрестке ни он, ни Гликина уже замечены не были. По версии следствия, мужчина предположительно был её убийцей. В поле зрения другой камеры предполагаемый преступник попал уже идущим обратно — по улице Горького в сторону площади Свободы. Был составлен фоторобот подозреваемого, после чего ориентировка на него была разослана по другим городам России. Опубликование видеозаписей вызвало негодование среди друзей, знакомых Гликиной и участников её поисков, которые заявили, что данные видеозаписи наряду с другими появились в распоряжении следователей уже через четыре дня после смерти Марии. Данный факт вызвал общественный резонанс в городе, благодаря чему руководство Следственного комитета Нижегородской области подверглось критике и обвинениям в некомпетентности, так как к тому времени предполагаемый преступник мог изменить внешность или покинуть пределы области. В самом следственном комитете комментировать столь позднее опубликование видеоматериалов отказались, заявив, что и примет подозреваемого нет. Тем не менее пресс-служба Следственного комитета отвергла обвинения в некомпетентности, заявив, что в целях расследования создана инициативная группа, а уровень преступности в области существенно снизился, став на 18,2 % меньше, чем в 2013 году.
Подозреваемым был объявлен лысый мужчина славянской внешности, находящийся в возрасте 25-35 лет, среднего телосложения, имеющий рост 175—185 см, который был одет в тёмную куртку по пояс, светло-синие джинсы и чёрные ботинки
Так как на теле девушки были обнаружены следы спермы убийцы, следствие пыталось установить его личность на основании результатов ДНК-анализа. В течение последующих двух лет на причастность к совершению данного преступления следователями было проверено около пяти тысяч человек, среди которых были жители региона, ведущие маргинальный образ жизни, насильники-рецидивисты. Кроме этого, было допрошено около 500 человек, но результата это не принесло, и никаких обвинений в конечном итоге никому предъявлено не было.
На причастность к совершению убийства Гликиной также проверялся известный нижегородский массовый убийца Олег Белов, который очень хорошо соответствовал фотороботу, однако результаты ДНК-экспертизы доказали его невиновность
После этого друзья и знакомые Марии Гликиной обратились к руководителю Следственного комитета России Александру Бастрыкину, а руководители Следственного Управления СКР по Нижегородской области подверглись критике, и в их отношении началась служебная проверка, в ходе которой произошла полная смена руководства нижегородского СК — на пост главы регионального СК вместо ушедшего Владимира Стравинскаса был назначен Игорь Виноградов.
В конце 2019 года следствие получило образцы ДНК более чем у 10 тысяч человек, которые были проверены. Благодаря проверке ДНК-профилей по стране, удалось раскрыть сразу несколько преступлений, в том числе убийства, кражи и грабежи, но ни один из образцов не совпал с ДНК-профилем убийцы Марии Гликиной, вследствие чего в последующие годы он так и не был установлен.

## Последствия
После убийства Гликиной в целях устранения угрозы безопасности граждан, а также в целях пресечения и предупреждения преступлений полиция Нижнего Новгорода усилила работу в центре города путём увеличения количества камер видеонаблюдения на улицах. Были начаты работы по установлению в Нижнем Новгороде системы распознавания лиц. В рамках программы усиления борьбы с преступностью администрация города провела мониторинг по выявлению заброшенных и аварийных домов, которые впоследствии были снесены. Дом, где была убита Мария Гликина, был снесён в мае 2015 года.
В мае 2020 года следователи Управления СКР по Нижегородской области снова подверглись обвинениям в некомпетентности, вследствие чего в области снова начата служебная проверка, а руководитель первого отдела по расследованию особо важных дел подполковник юстиции Андрей Кириллов был отстранён от исполнения обязанностей. Александр Бастрыкин снова раскритиковал работу следователей и потребовал от руководителя СУ СКР по Нижегородской области активизировать работу по расследованию уголовных дел об убийствах, которые долгое время остаются нераскрытыми, в том числе дело об убийстве Марии Гликиной.

## В массовой культуре
- Выпуск программы «Следствие ведут» от 6 сентября 2015 года посвящён убийству Марии Гликиной.
- В ноябре 2017 года найти виновного в гибели девушки попытались экстрасенсы — участники телевизионного шоу «Сверхъестественный отбор» на канале ТВ3[30].